# Zofka Kveder

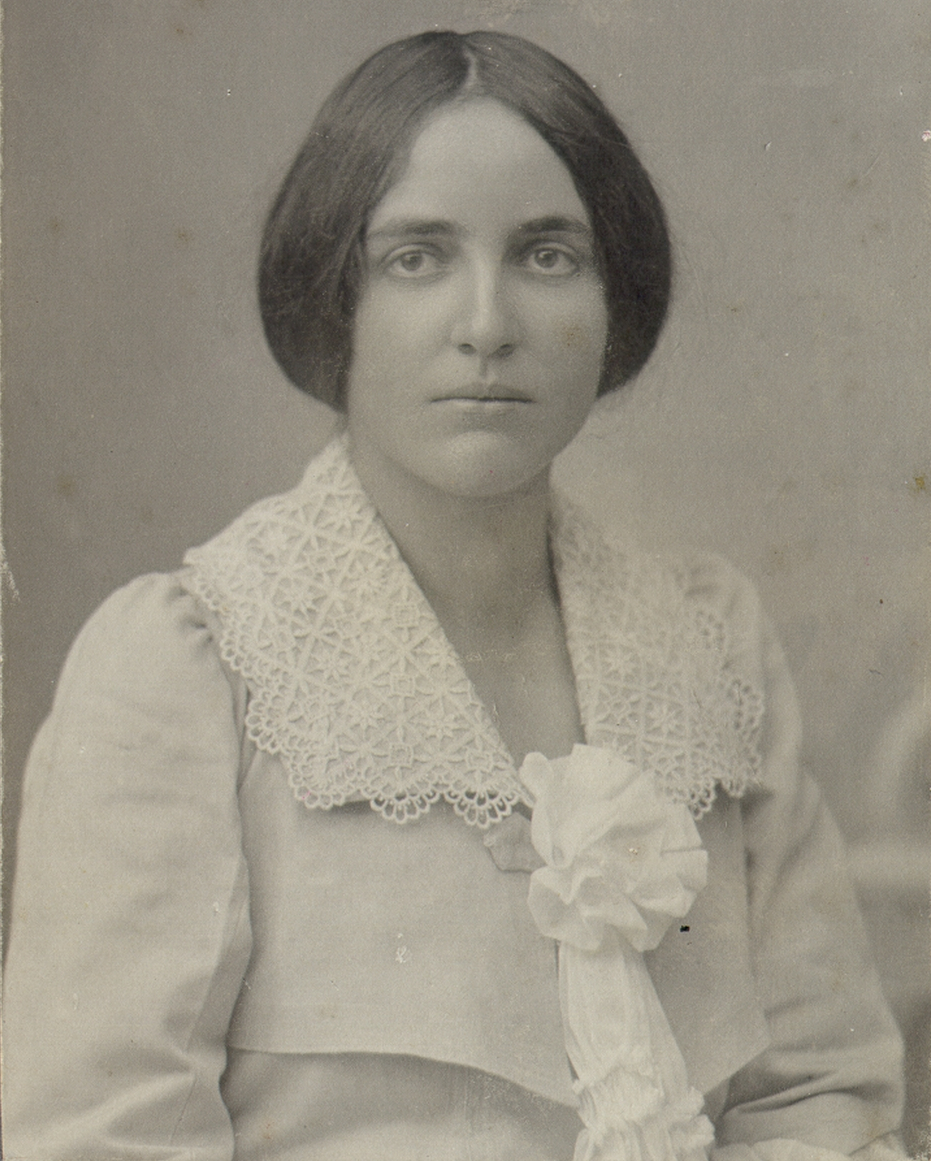
Porträt von Zofka Kveder

Zofka Kveder, auch Kveder-Jelovšek, Pseudonym Dimitrije Gvozdanovic (* 22. April 1878 in Laibach Österreich-Ungarn; † 21. November 1926 in Zagreb, Königreich Jugoslawien) war eine slowenische Schriftstellerin, Übersetzerin und Frauenrechtlerin und gilt als erste große Erscheinung der slowenischen Frauenliteratur.

## Leben und Wirken
Zofka Kveder „war die erste slowenische Schriftstellerin, die auch außerhalb der slowenischen Literatur, nämlich in der kroatischen und tschechischen, zu Ansehen gelangte.“
Aus zerrütteten Familienverhältnissen stammend, veröffentlichte die Autodidaktin ihre ersten Erzählungen ab 1898 in den Zeitungen Slovenka, Edinost, Narod, Ljubljanski zvon und Dom in svet, später vor allem in der literarischen Zeitschrift Domaci Prijatelj (Der Freund des Hauses), die Kveder 1904 bis 1914 redigierte und zur Schulung literarischen Nachwuchses nutzte.
Kveder lebte kurze Zeit in Triest, ab 1900 in Prag, wo sie für die Prager Politik schrieb und aus dem Slowenischen und Kroatischen übersetzte. 1906 übersiedelte sie nach Agram / Zagreb und leitete die Wochenbeilage Frauenzeitung des Agramer Tagblattes. Ab 1917 gab Kveder die Zeitung Zenski sviejet (Die Welt der Frau), später Jugoslavenska zena (Jugoslawische Frau) heraus.
Kveder war seit 1903 in erster Ehe mit dem kroatischen Dichter Vladimir Jelovšek und nach der Scheidung 1914 ab demselben Jahr in zweiter mit dem Publizisten und Politiker Juraj Demetrović verheiratet.
Politisch stand die leidenschaftliche Frauenrechtlerin Kveder zunächst dem Sozialismus nahe, wandte sich während des Ersten Weltkrieges jedoch dem jugoslawischen Nationalismus zu.
In ihren Schriften, die durch ihre eigene bittere Jugend geprägt wurden, widmete Kveder sich kämpferisch der Emanzipation und bemühte sich um politische, soziale und kulturelle Aufklärung der Frauen. In ihrer Zagreber Zeit schrieb Kveder auch in kroatischer Schriftsprache. Als Vorbild ihrer zwischen „einem aufgeschlossenen Naturalismus und der gefühlvollen Neoromantik“ schwankenden Werke gilt J. Cankar.

## Veröffentlichungen
(Die deutschen Titel  in Klammern sind nur inoffizielle  Übersetzungen, aber keine tatsächlichen Titelbestandteile oder Übersetzungen.)
- Misterij žene (Das Mysterium der Frau). 1900 im Selbstverlag bzw. Commissionsverlag Schwentner, Laibach, Kurzgeschichten (bekannt aus der Rezension in: Der Süden. 3. Jg., Nr. 92 v. 10. November 1900, S. 7.)
  - Drei Skizzen aus: Zofka Kveder "Mysterium der Frau". In das Deutsche übertragen von Linhart Karl. In: Dokumente der Frauen. Bd. 4, Nr. 19, 1901, S. 617 ff. Digitalisat
  - Zofka Kveder: Aus dem Zyklus "Die Frau". In: "Wir". Deutsche Blätter der Künste. Red. Paul Leppin.  Heft I. Prag, April 1906 Digitalisat
- Odsevi. (Reflexionen). V Gorici 1902, slowenisch (Signatur der ÖNB: 398054-A.4.Per)
- Iz naših krajev. (Aus unseren Gegenden.) Schwentner, V Ljubljani 1903, slowenisch  (Signatur der ÖNB: 426748-B)
- Domaci Prijatelj. Tekst uredila Zofka Kveder-Jelovkova. (Der Hausfreund). Binko in Zika, Praga 1904–1914 (Signatur der ÖNB: 453483-B.Per)
- Nada. (Die "Nada".) V Praze 1907, tschechisch (Signatur der ÖNB: 432377-A.4,4.Per)
- Vesnicke povidky. (Dorfgeschichten.) V Praze 1907 (Signatur der ÖNB: 393846-A.222)
- Amerikanci. (Die Amerikaner.) V Ljubljani 1908, slowenisch (Signatur der ÖNB: 395215-B.20.Per)
- Ze života zahrebske služky. (Aus dem Leben eines Agramer Dienstmädchens.) Praha 1909 (Signatur der ÖNB: 432377-A.5,3)
- Povidky. Dil 1-2. (Erzählungen 1.–2. Teil) V. Praze 1910, tschechisch (Signatur der ÖNB: 432377-A.7,1-2.Per und 432377-A.1,6.Per)
- Vlada a Marja. (Vladimir u. Maria.) Grossmann & Svoboda, V Praze 1913, tschechisch (Signatur der ÖNB: 467967-B.3,6)
- Hanka. 1917. Briefroman
- Njeno življenje. – 1. izd., 1. natis. DZS, Ljubljana 2005. – 188 S. – (Zbirka slovenska zgodba; 45) (Signatur der ÖNB 1790637-B).
  - Ihr Leben. Aus dem Slowenischen von Daniela Kocmut. Klagenfurt: Drava, Mohorjeva/Hermagoras, Wieser 2013. (Slowenische Bibliothek.)